# Progressieve Partij (Aalten)
De Progressieve Partij is een lokale politieke partij in de Gelderse gemeente Aalten. De partij is ontstaan in 2004 uit een fusie van het Progressief Beraad en de Christelijke Volkspartij. De partij werkt veel samen met GroenLinks en profileert zich als een groene en sociale partij.

## Geschiedenis
De Progressieve Partij is in 2004 ontstaan uit het links-progressieve Progressief Beraad, dat begin jaren '80 is voortgekomen uit de lokale afdelingen van de PPR, PSP en EVP, en de Christelijke Volkspartij, een progressief-christelijke afsplitsing van het lokale CDA ontstaan in 1992. De partij heeft tot 2022 elke verkiezing drie zetels behaald, in 2022 waren dit er twee. Bij de herindelingsverkiezingen van 2004 werd gewerkt met een lijstverbinding met de in Dinxperlo beter ontwikkelde PvdA-afdeling. In 2022 stonden er PvdA-leden op de lijst van de Progressieve Partij.
Sinds 2018 levert de partij een wethouder en zit de partij in het college. In de periode 2018-2022 was dit met het CDA en de VVD, sinds 2022 is dit met het CDA en GemeenteBelangen.

## Verkiezingen
De partij heeft bij verschillende verkiezingen de volgende zetelaantallen behaald:
| Jaar | Stemmen | %   | Zetels |
| ---- | ------- | --- | ------ |
| 2004 | 1.421   | 12% | 3 / 21 |
| 2010 | 1.742   | 14% | 3 / 21 |
| 2014 | 2.016   | 16% | 3 / 21 |
| 2018 | 1.658   | 13% | 3 / 21 |
| 2022 | 1.597   | 12% | 2 / 21 |